# Bornes frontières belgo-prussiennes

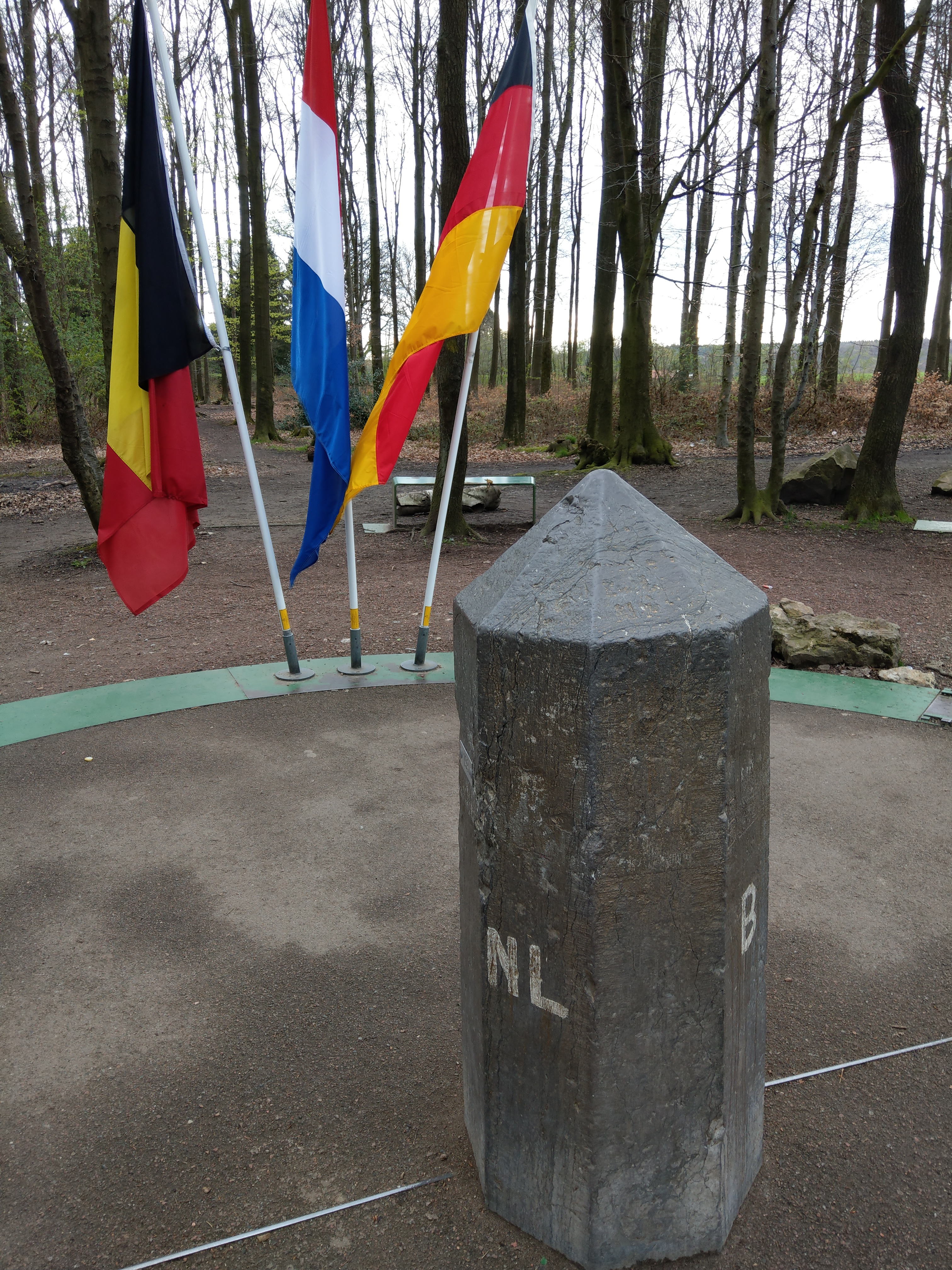
Borne frontière no 193 (nouvelle) au quadri-point du Vaalserberg

Les bornes frontières belgo-prussiennes marquent, selon les décisions du congrès de Vienne (1815), l’ancienne ligne frontière entre le royaume de Belgique, qui faisait encore partie du royaume uni des Pays-Bas jusque 1830, et le royaume de Prusse.

## Historique
En 1817, des poteaux en bois furent placés le long de la ligne frontière. Les bornes en pierre, de formes et de matériaux divers, ont été placées à partir de 1840 aux points cruciaux. Encore au début du XXe siècle un certain nombre de bornes intermédiaires furent ajoutées. Les numéros des bornes suivent l’ordre arithmétique. Les bornes portant les numéros 1 à 75 marquaient la limite entre le grand-duché de Luxembourg et la Prusse, la première borne dédoublée se trouvant à Schengen (luxembourg) et Perl (Prusse), à la frontière avec la France. À partir du numéro 75, à la limite des communes de Gouvy et Burg-Reuland, les bornes marquaient la frontière entre les Pays-Bas (la Belgique à partir de 1830) et la Prusse. Après l’indépendance du Luxembourg en 1839, cette borne 75 devint le point tri-frontières entre la Belgique, la Prusse et le Luxembourg. La dernière pierre de tracé frontalier est le numéro 193 ; elle se trouve à l’ancien point quadri-frontières au Vaalserberg. Au nord de ce point, la frontière entre les Pays-Bas et la Prusse continue, jalonnée de bornes jusque Mook en Middelaar au tripoint des royaumes des Pays-Bas, de Prusse et de Hanovre à la borne no 862. À plusieurs endroits, la Prusse fit construire des bâtiments massifs, qui servaient aussi de logements de fonction pour les douaniers.
Avec le traité de Versailles signé en 1919 et le rattachement effectif en janvier 1920 des anciens cercle de Malmedy (officiellement Kreis Malmedy) et cercle d'Eupen à la Belgique, la ligne frontière avait perdu sa raison d’être. Les bornes n’étaient plus d’aucune utilité et ne furent plus entretenues. De ce fait, certaines sont tombées en ruine ou ont disparu à la suite de travaux agricoles ou forestiers. La Belgique a saisi les anciennes maisons douanières et les a vendues plus tard à des particuliers. La Région wallonne a classé les trois bornes no 155 à 157, près de la Baraque Michel dans les Hautes Fagnes en 1991. Toutes les bornes marquant la limite entre la Région wallonne et la Communauté germanophone de Belgique, y compris celles qui ont disparu, sont classés depuis 1996 par la Communauté germanophone.

## Le tracé

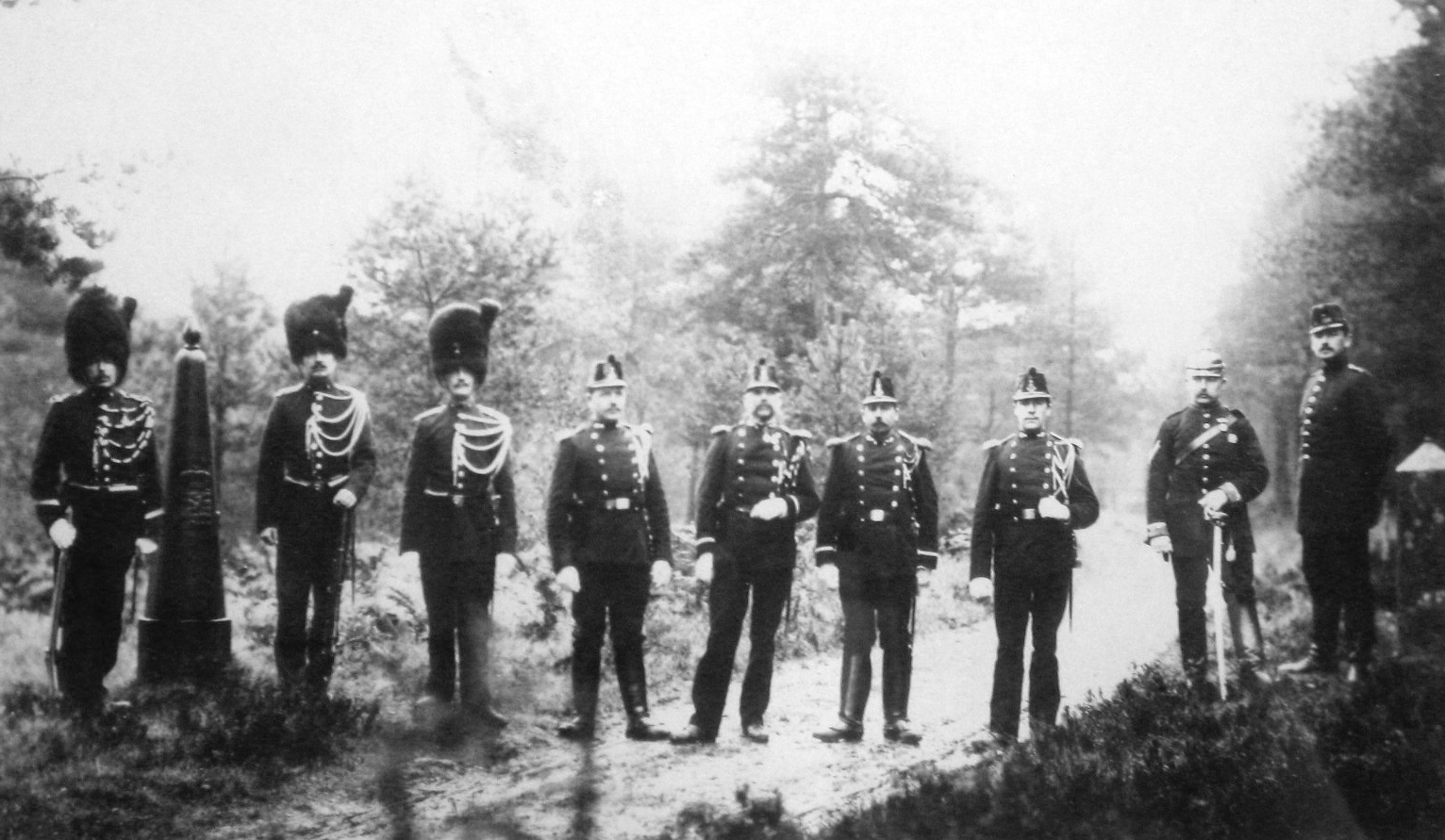
Gendarmes belges, luxembourgeois et prussiens entre la borne belgo-luxembourgeoise no LB 286 (à gauche) et la borne Prusse-Luxembourg no 75 (à droite), près de Huldange (Luxembourg),
vers 1910

L'ancienne frontière belgo-prussienne s’étirait du point tri-frontières Luxembourg (à partir de 1839) - Pays-Bas (Belgique à partir de 1830) - Prusse à Schmiede (Luxembourg, à l'ouest de Lengeler et au nord de Huldange), jusqu'au point tri-frontières Pays-Bas - Moresnet neutre - Prusse (à partir de 1830 point quadri-frontières Belgique - Moresnet Neutre - Pays-Bas - Prusse) sur le Vaalserberg.
D’après le traité d'Aix-la-Chapelle dit traité des limites de 1816, la ligne frontière suivait, à partir de la borne 76, l’ancienne voie Luxembourg - Stavelot, passait à l’ouest du village de Recht, puis épousait le lit du ruisseau de Recht jusqu’aux environs de Pont, puis une partie du lit de l’Amblève, avant de remonter, jalonnée de bornes, vers la Baraque Michel via Francorchamps. À partir de là, la frontière longeait la rive gauche de la rivière Helle jusqu’à Hütte, à l’entrée de la ville d’Eupen. Elle contournait ensuite le sud-ouest de la ville à la limite des communes belges de Membach et Baelen, se poursuivait vers le couvent du Garnstock pour rejoindre la grand route commune aux deux États, appelée rue Mitoyenne en Belgique et, du côté prussien, Herbesthaler Straße (commune de Kettenis) et Neutralstraße (commune de Herbesthal et Lontzen). Après un tronçon de la chaussée de Liège (Grünstraße), la frontière montait alors jusqu’au Vaalserberg.
Les bornes comportant les numéros de 76 à 111 et de 158 à 193 marquent la frontière ouest de l’actuelle Communauté germanophone de Belgique, les bornes de 112 à 157 celle des communes wallonnes de Malmedy et Waimes qui sont tombées aux mains de la Prusse malgré la dominance de la langue française. À certains endroits furent placées deux bornes, une en Belgique et l’autre en Prusse. Ce fut le cas aux endroits où des rues ou des rivières prennent le relais des bornes, comme la rue Mitoyenne ou la Vesdre. À ces endroits, la frontière se trouvait juste au milieu de la voie ou du cours d’eau. C’est le cas des bornes 173 et 174 de part et d’autre de la Vesdre, 178 à 186 entre les communes de Baelen et Eupen, 187 entre Lontzen et Welkenraedt ; il y avait même trois bornes 186 et 187.  Aux limites de Moresnet Neutre, de part et d’autre de la ‘’rue Verte’’ (route de Liège) étaient placées deux fois deux bornes 188. Les pierres intermédiaires ajoutées plus tard dans le cercle de Malmedy ont reçu le numéro de la dernière pierre officielle avec un suffixe alphabétique.

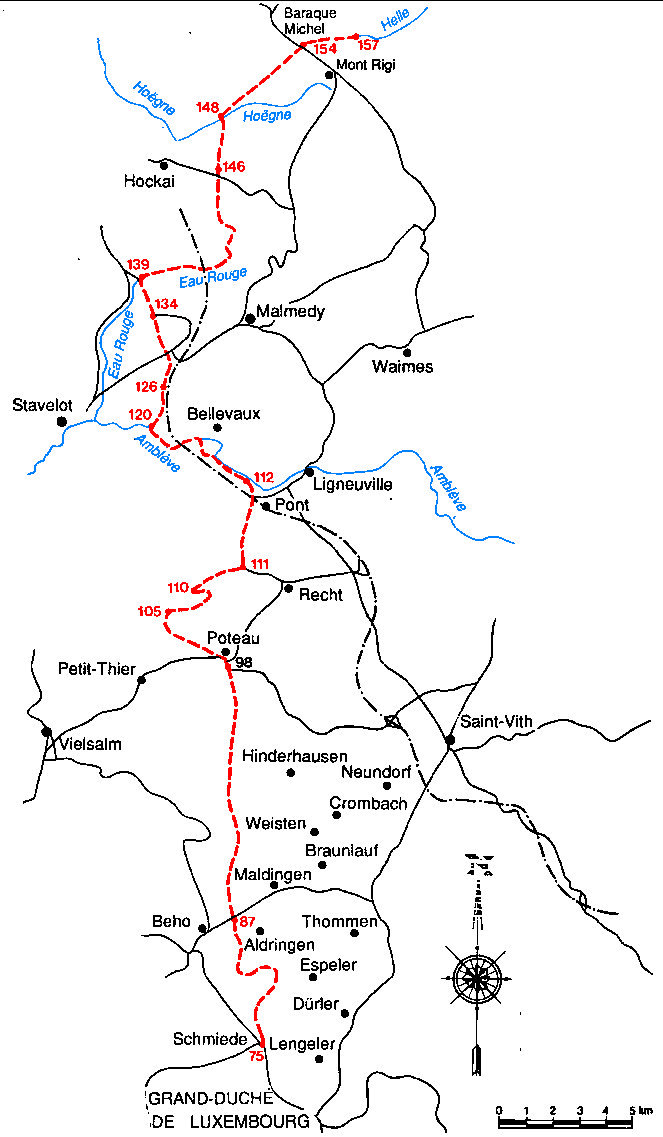
Ligne frontière et bornes dans le cercle de Malmedy

Une particularité du cercle de Malmedy réside dans le fait que la frontière a été interprétée différemment par les deux pays lors de l’érection des premières bornes entre les numéros 88 et 96. La Prusse a vu une ligne droite de borne en borne, mais les Pays-Bas (Belgique) ont vu le tracé de la route commerciale. Cela créait surtout un no man's land entre les bornes 93 et 94. Ni les Pays-Bas (la Belgique), ni la Prusse, n'étaient responsables de ce terrain. Cette erreur n’a été découverte qu’en 1897, lorsque quelqu'un a voulu construire une maison dans la partie située entre la ferme Kretels et la borne 94. De ce fait, la ligne frontière a été remesurée en 1898 et le protocole définissant la frontière réelle fut signé en 1909 à Stavelot. De nombreuses bornes intermédiaires ont ensuite été installées, ce qui a rendu visible le parcours exact dans la zone non définie. La limite autour des fermes fut également clairement définie. Lors des mesures, il a également été découvert que la borne 94 était à un endroit totalement inexact, à savoir en territoire prussien à 30 mètres de sa position correcte. Elle n'a jamais été replacée au bon endroit.
En 1900, la Prusse s’est rendu compte que la borne 160 se trouvait au mauvais endroit.
Le contrôleur du cadastre a donc remesuré en juin 1900 la ligne frontière complète entre les bornes 158 et 161. La borne a alors été déplacée à sa place exacte, c.à.d. 20 mètres plus au nord.
Sur la ligne frontière entre les bornes 173 et 174, qui forme une section de la limite communale entre Eupen et Membach (aujourd'hui Baelen), la Vesdre a coupé un méandre ou cette percée a été créée artificiellement. Par conséquent, la borne 174 du côté belge a été enlevée, mais une nouvelle portant le numéro 173¹ a été placée sur l'ancien lit de la rivière, à l'endroit où la frontière quitte le lit du fleuve. Aucun document n’a été trouvé à ce jour, mais des recherches ont montré que cela s’est passé entre 1873 et 1914.
Les limites de l’ancien territoire de Neutral-Moresnet et les bornes locales entre le sud (bornes 188) et l’angle nord (borne 193) sur le Vaalserberg constituent une particularité. Selon le protocole d'Emmerich du 23 septembre 1818on plaça à l’ouest du territoire, sur la frontière entre les Pays-Bas (la Belgique) et Moresnet Neutre, les poteaux portant les numéros 188, 189, 189½, 190, 190½, 191, 191½, 192 et 193, et à l’est, sur la ligne entre Moresnet Neutre et la Prusse, les poteaux portant les numéros 188, 189, 190, 191, 192, le poteau no 193 étant commun aux deux lignes. Plus tard, toute la limite de Moresnet Neutre a été marquée par 60 poteaux en bois, qui ont ensuite été remplacés par des pierres de section carrée. Ces dernières sont pour la plupart préservées, mais ne sont pas encore classées. Moresnet Neutre a été dissout en 1920 par le traité de Versailles et rattaché au territoire belge.
Une autre particularité concerne la dernière borne portant le numéro 193 du Vaalserberg, qui à l'origine matérialisait le point quadri-frontières et qui fut remplacée en 1926 par une nouvelle borne, sans numéro, qui marque l’emplacement exact de la frontière entre les trois pays actuels et porte les lettres B, NL et D. À une cinquantaine de mètres vers le nord-nord-ouest, sur le sol néerlandais, une nouvelle borne conique fictive marque le point culminant des Pays-Bas (322,5 mètres) et est entourée de deux autres dont la vraie 193, représentant symboliquement les trois pays frontaliers.

## Description
| Borne cercle de Malmedy                    | Borne cercle d'Eupen                    |
| Dimensions des bornes du cercle de Malmedy | Dimensions des bornes du cercle d'Eupen |

L'article 42 du traité d'Aix-la-Chapelle du 26 juin 1816 décrit la forme et les dimensions des poteaux. Leur hauteur était de 8 pieds carolingiens de 1773, soit 2,53 mètres au-dessus du sol, ils étaient carrés et le côté mesurait 8 pouces carolingiens (20,9 cm). Sous le sol ils avaient une longueur de 4 pieds (1.27 m) et un côté de minimum 12 pouces (31,4 cm).  Les poteaux ont tous été mis en place entre février et octobre 1817. À l’origine, il s'agissait de poteaux en chêne peints en noir et blanc du côté prussien et en blanc et orange du côté néerlandais. Pour les deux limites de Moresnet Neutre, ils avaient la couleur correspondante au pays et totalement blanc sur le côté de Moresnet Neutre.

Les poteaux en bois se sont révélés très sensibles aux intempéries et ont donc dû être remplacés progressivement par des bornes en pierre dès 1840, Les premières remplacèrent les poteaux portant les numéros 79, 126, 147 et 149, elles étaient toutes octogonales et constituées de pierre bleue d’environ 1,75 mètre de haut.
Tous les autres pieux en bois ont été remplacés entre 1863 et 1865 par des pierres de dimensions et de formes différentes, la base ayant généralement un diamètre de 40 à 60 centimètres. Dans l'ancien district de Malmedy (numéros 76 à 157), à l'exception des quatre hexagonales érigées en 1840, des pierres de section carrée d'une hauteur de 1,70 mètre ont été placées. Outre le numéro, les bornes comportent d'un côté la lettre "B" pour la Belgique et de l'autre le "P" pour la Prusse. Les pierres intermédiaires ajoutées en 1909 sont carrées, ne mesurent que 30 cm de haut et portent uniquement le numéro suivi d'une lettre. Dans l'ancien district d'Eupen (numéros 158 à 193), les pierres portent uniquement le numéro, elles sont généralement carrées et d'une hauteur d'environ 1,20 mètre ou, plus rarement, octogonales d'une hauteur totale de 1,70 mètre.

Bornes frontières (les différents types)
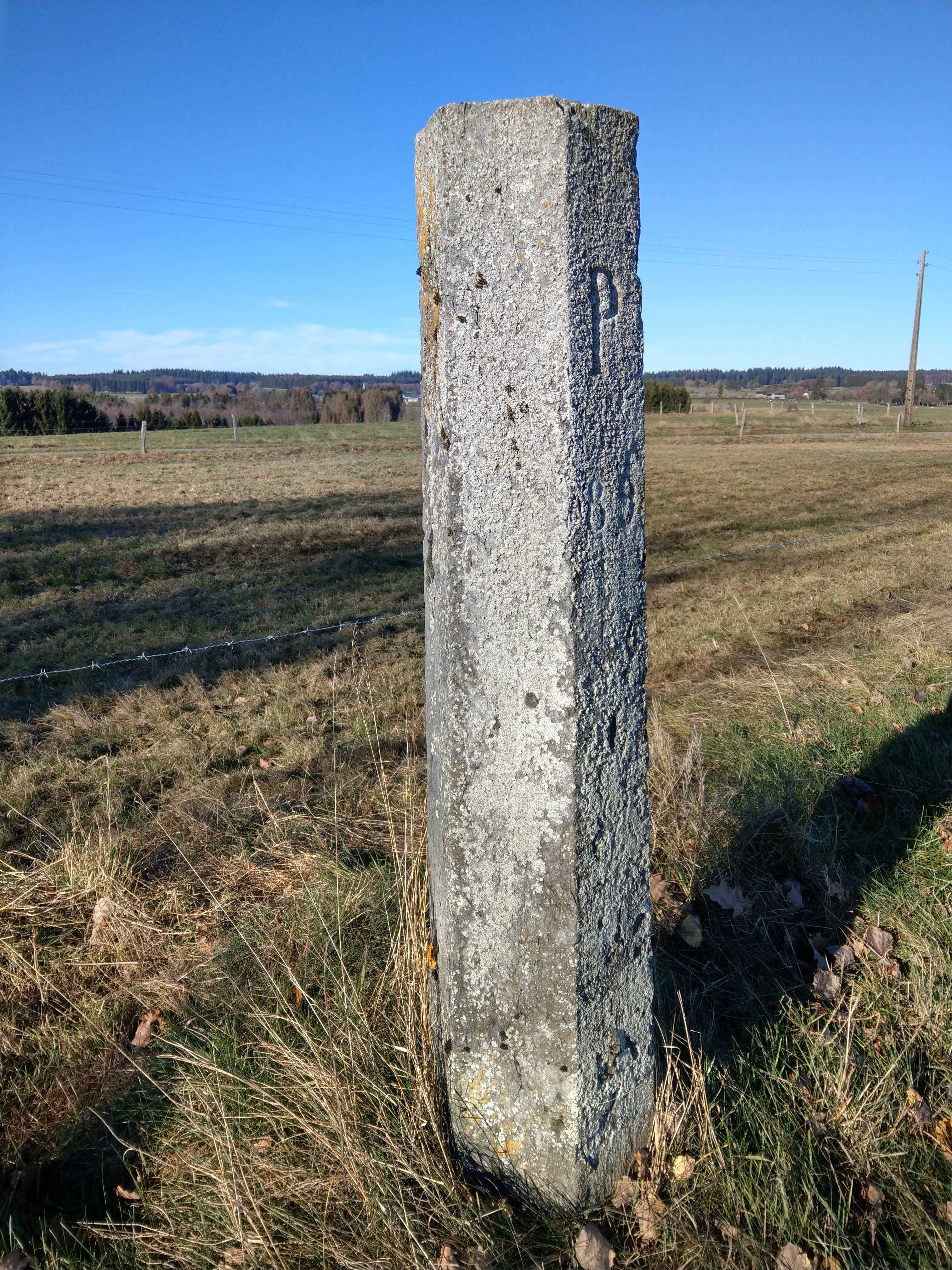
Borne no 89 près de Burg-Reuland; hexagonale, hauteur 1,70 mètre
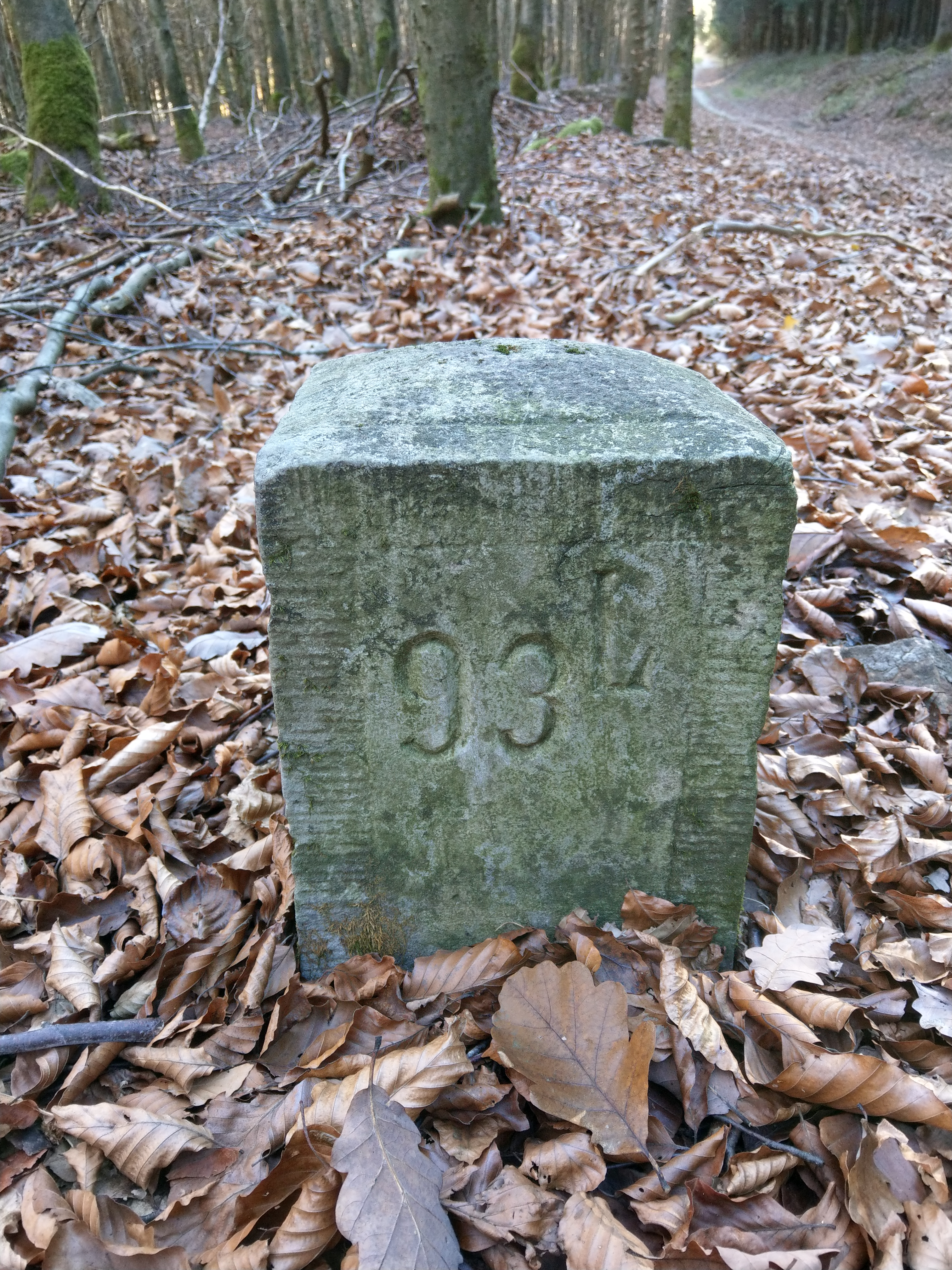
Borne intermédiaire no 93L près de Saint-Vith, carrée, hauteur 30 cm
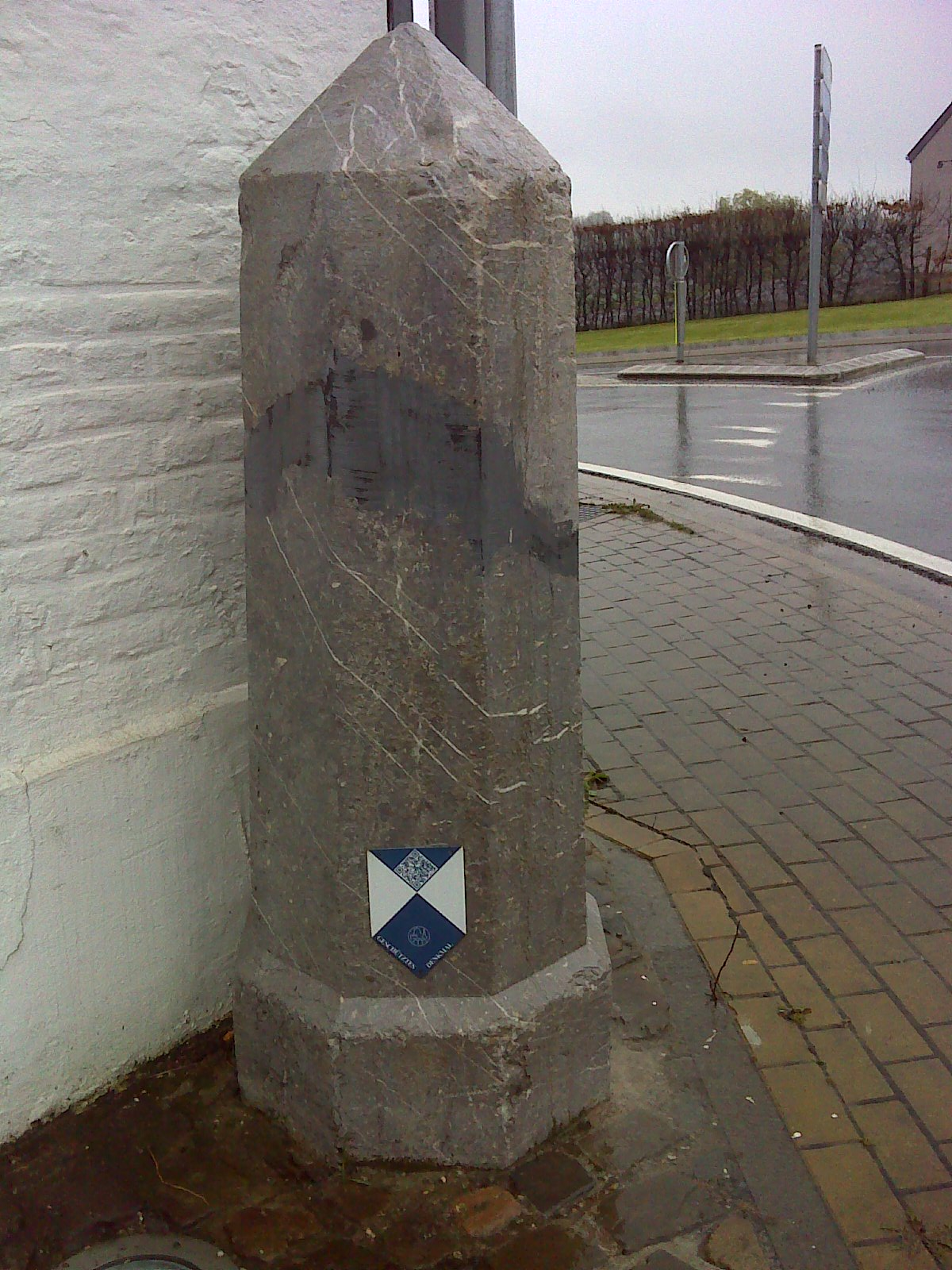
Borne no 187 près de Henri Chapelle, octogonale, hauteur 1,70 mètre
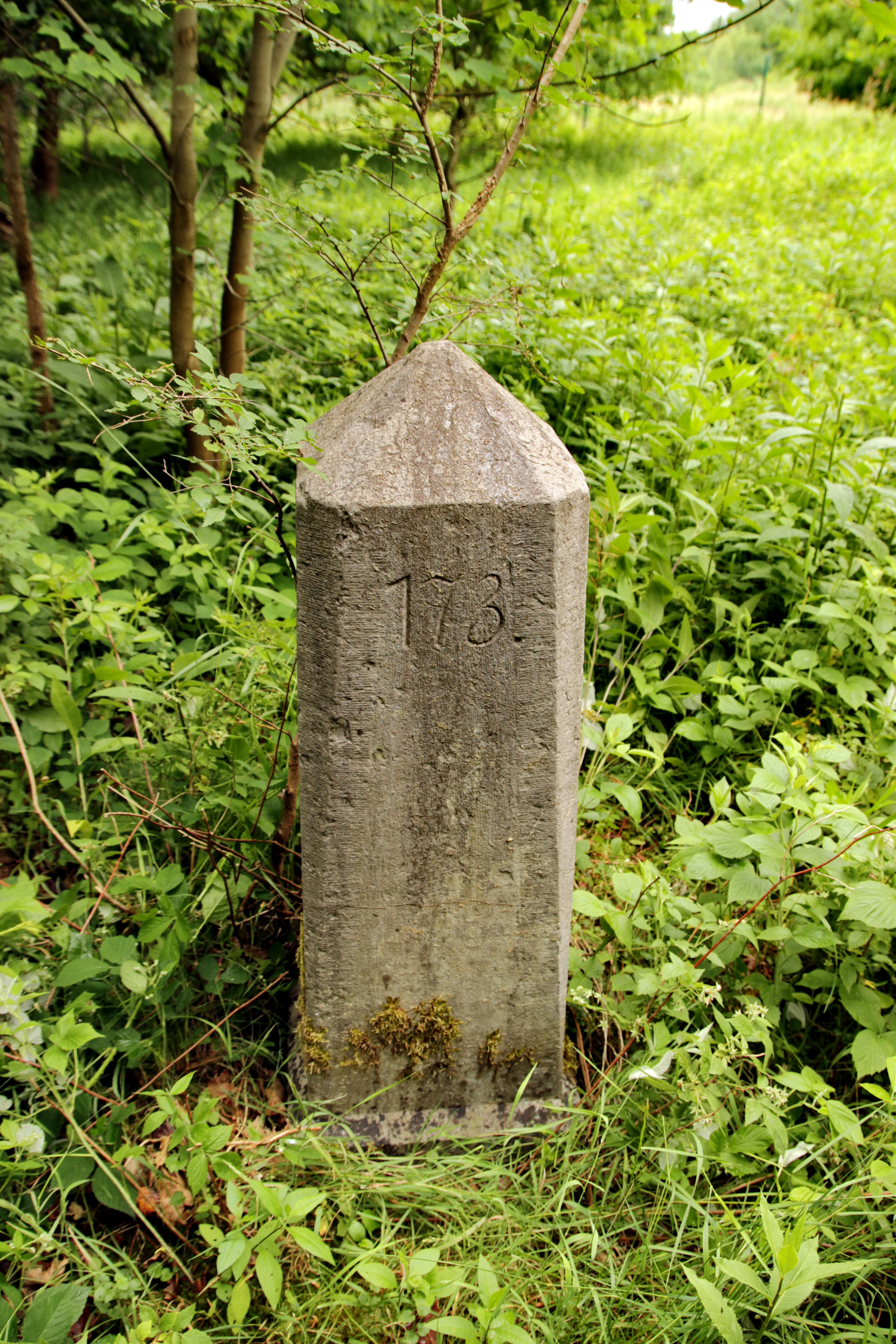
Borne no 173 au bord de la Vesdre, carrée, hauteur 1,20 mètre
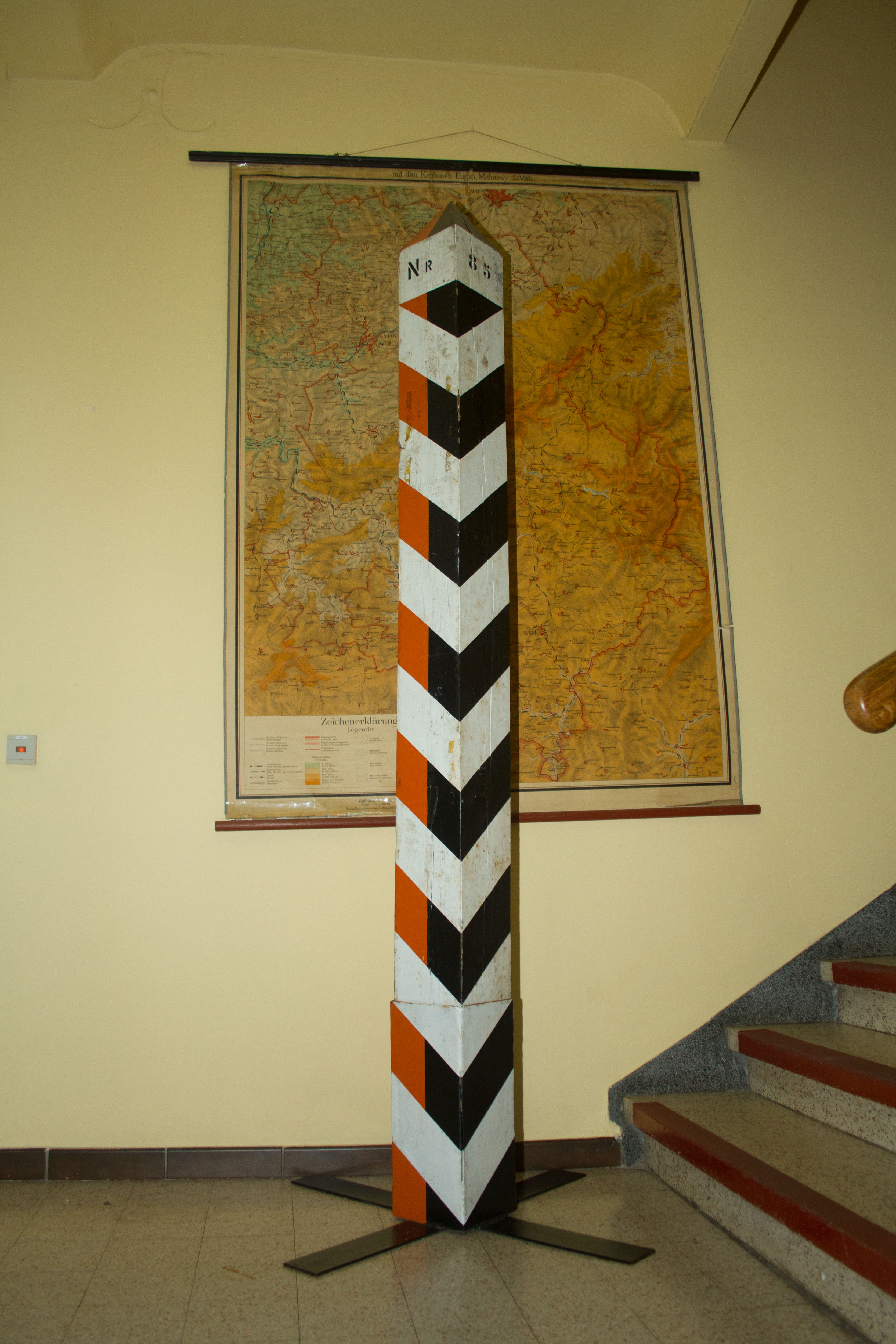
Poteau en bois de 1817, carré, hauteur 2,53 mètres

## Sources
- (de) Cet article est partiellement ou en totalité issu de l’article de Wikipédia en allemand intitulé « Belgisch-Preußische Grenzsteine » (voir la liste des auteurs).

1. ↑  Vertrag von Aachen 1816, sur gr-atlas.uni.lu (en langue allemande)
2. ↑  Le « no man's land » – une zone neutre et hors taxes?, Grenzstein-Routen, Tableau no 3
3. ↑  Plan cadastral de 1900, sur Archive in Nordrhein-Westfalen
4. ↑  Procès-verbal Général de la ligne de démarcation entre les Royaumes des Pays-Bas et de Prusse, conclu et signé à Emmerich, le 23 septembre 1818.
5. ↑  ligne frontière et bornes de Moresnet Neutre, sur Historic Place